# Чемпионат России по плаванию на открытой воде 2014
Чемпионат России по плаванию на открытой воде 2014 года прошёл с 26 по 30 июня в акватории Истринского водохранилища на базе загородного клуба «Романтик» (деревня Лопотово, Московская область). Пловцы соревновались на семи дистанциях: 5 км, 10 км и 16 км у мужчин и женщин, 5 км в группе.
В командном зачете победили пловцы Волгоградской области (210 очков), второе место — Ярославская область (203), третье — Липецкая область (139).

## Призёры

### Мужчины
| Дистанция           | Золото                                             | Золото    | Серебро                                             | Серебро   | Бронза                                       | Бронза    |
| ------------------- | -------------------------------------------------- | --------- | --------------------------------------------------- | --------- | -------------------------------------------- | --------- |
| 5 км 19 участников  | Сергей Большаков Московская область — Удмуртия     | 57.45,7   | Кирилл Абросимов Московская обл. — Ярославская обл. | 58.05,2   | Даниил Серебренников Волгоградская область-1 | 58.54,9   |
| 10 км 13 участников | Евгений Дратцев Московская обл. — Ярославская обл. | 1:55.17,3 | Сергей Большаков Московская область — Удмуртия      | 1:55.21,6 | Даниил Серебренников Волгоградская область-1 | 1:55.28,5 |
| 16 км 10 участников | Евгений Дратцев Московская обл. — Ярославская обл. | 3:07.38,3 | Владимир Дятчин Липецкая область-1                  | 3:12.57,3 | Сергей Хурсанов Липецкая область-2           | 3:29.31,0 |

### Женщины
| Дистанция         | Золото                                                | Золото    | Серебро                                               | Серебро   | Бронза                               | Бронза    |
| ----------------- | ----------------------------------------------------- | --------- | ----------------------------------------------------- | --------- | ------------------------------------ | --------- |
| 5 км 17 участниц  | Елизавета Горшкова Москва-1                           | 1:02.43,5 | Анастасия Крапивина Московская обл. — Липецкая обл.-1 | 1:03.12,9 | Анастасия Азарова Липецкая область-1 | 1:04.07,4 |
| 10 км 12 участниц | Анастасия Крапивина Московская обл. — Липецкая обл.-1 | 2:06.03,5 | Анастасия Азарова Липецкая область-1                  | 2:07.13,0 | Елизавета Горшкова Москва-1          | 2:07.14,7 |
| 16 км 8 участниц  | Александра Соколова Архангельская область             | 3:25.55,8 | Анастасия Крапивина Московская обл. — Липецкая обл.-1 | 3:25.59,0 | Ольга Козыдуб ХМАО — Югра            | 3:26.11,9 |

### Смешанные соревнования
| Дистанция               | Золото                                                             | Золото    | Серебро                                                                | Серебро   | Бронза                                               | Бронза    |
| ----------------------- | ------------------------------------------------------------------ | --------- | ---------------------------------------------------------------------- | --------- | ---------------------------------------------------- | --------- |
| 5 км в группе 4 команды | Липецкая область-1 Анастасия Азарова Владимир Дятчин Роман Карякин | 1:02.14,6 | Московская область Евгений Дратцев Артём Подьяков Ангелина Каргальцева | 1:06.05.5 | Москва-1 Ирина Аржанцева Даниил Смирнов Максим Седов | 1:06.30,8 |

## Командный зачёт
1. Липецкая область-1 — 231.8
2. Волгоградская область — 193.0
3. Московская область — 189.6
4. Москва-1 — 147.0
5. Ярославская область — 142.6
6. Ханты-Мансийский АО — Югра — 130.0
7. Удмуртская Республика — 99.0
8. Татарстан 44.0
9. Архангельская область — 40.0
10. Республика Коми — 34.0
11. Свердловская область — 23.0
12. Тульская область — 22.0
13. Москва-2 — 19.0
14. Липецкая область-2 — 16.0
15. Челябинская область — 4.0